# محمد خلفي
 الشيخ محمد خلفي هو البقية الصالحة للشيخ بوزيد خلفي بن الأخضر بن النوي بن محمد وحسب رواية شفوية لعائلة خلفي أن الشيخ النوى هو أول من استوطن قجال قادما من الجنوب أو من الغرب الجزائري. وعائلة خلفي التي استوطنت قجال هي فرع من فروع عائلة الخلف الكبيرة التي تنتشر في العديد من مناطق الجزائر خاصة بالغرب الجزائري وكذلك المغرب الأقصى حيث ورد في كتاب «سبيل النفع بتراجم من أخذنا عنهم الفاتحة برواية السبع» ص 23 ذكر زاوية سيدي الحبيب الخلفي من بني يخلف، والأستاذ محمد الفقيه الزموري الخلفي. أما الشيخ بوزيد خلفي فهو معلم القرآن بزاوية قجال الذي عاد إلى موطنه ومسقط رأسه بقجال بعد الرحلة التي نقلته إلى بلاد القبائل من أجل حفظ القرآن وطلب العلم.
عاد بكل ما يملك من متاع وبهائم قاصدا صديقه الشيخ الطيب بن حمادوش بقجال. قرر الشيخ بوزيد بعد الخديعة التي تعرض لها من شيخه الذي حفظ على يده القرآن الكريم وأحبه وتعلق به ووثق به، حتى إذا فاتحه في أمر زواجه وطلب منه أن يخطب له ابنة أحد سكان المنطقة. 
وبعد انتظار دام عدة أيام، لاحظ أن شيخه لم يعد يرغب في استقباله. وراح يزجره كلما اقترب منه ليكلمه في شأن خطبة البنت. وأخيرا وبعد استفسار وبحث عن سبب تحول شيخه عنه، والغلظة التي أصبح يعامله بها علم أن الشيخ فعل فعلته القبيحة ونكث عهده وبدل أن يخطب له البنت التي رغب في الزواج منها خطبها لنفسه وتزوجها.
لم تسع الأرض الشيخ بوزيد خلفي لهول الخديعة، وضاقت عليه الدنيا بما رحبت. كيف يخدعه معلمه، ومن وثق به، واعتبره بمنزلة أبيه أو أكثر، 
واستودعه أمانة أن يخطب له من اختارها زوجة له فإذا به يخدعه في تلك الأمانة، ويأخذها لنفسه.أي لؤم وأي مكر.
استرجع الشيخ بوزيد ذاته واستغفر ربه، بعد أن استذكر كثيرا من حوادث المكر والخديعة التي كانت تقع هنا وهناك وفي مناطق كثيرة، فقرر أن يجعل نفسه وماله في خدمة القرآن الكريم وطلبته بزاوية بن حمادوش بقجال.

## المولد والنشأة
استقر الشيخ بوزيد في موطنه، واشتغل معلما للقرآن الكريم بزاوية قجال. ثم تزوج وأكرمه الله بأول مولود ذكرا سماه على بركة الله محمدا؛ فكان مولد الشيخ محمد خلفي سنة 1914.
مرت السنوات وأمل الشيخ بوزيد يكبر في ابنه الوحيد محمد الذي التحق بالجامع رفقة ابن عمه بوجمعة خلفي بن الخلفة بن الاخضر؛ هذا الأخير الذي سيغدو في المستقبل أيقونة حفظة القرآن بالمنطقة لجمال صوته وحسن تجويده.
يروي ابنه معمر خلفي أن أباه كان بصوته الجميل الخاشع يبكي كل من حوله أثناء التلاوة، وكان أهل «الفدوة» يطلبونه من كل مكان ومن زملاء الشيخ محمد في الجامع الذين حفظوا القرآن على يد والده الشيخ بوزيد أبناء الشيخ الطيب حمادوش من أترابه عبد الرحمن والطاهر والشهيد عبد الحميد، وكثير من أبناء المنطقة. كان حفظ القرآن ورسمه وإتقان تلاوته هي البوابة اللازمة للجلوس إلى دروس الفقه والنحو وغيره من العلوم الإسلامية. بين يد عالم كالشيخ المختار بن الشيخ الذي كان يدرس يومئذ بمسجد قجال.

## الشيخ محمد خلفي فقيها
ربما يجهل الكثير من أجيال الاستقلال أن «الشيخ محمد خلفي» وبعد سنوات عديدة من الدراسة في زاوية قجال وغيرها من الزوايا ومن خلال مجالسته للعديد من العلماء تمكن أن يكون فقيها متميزا له إلمام كبير بالفقه المالكي في العبادات والمعاملات وعلم الفرائض ولم يكن مقصرا في دراسة العقائد الأشعرية؛ حفظ مصنف السنوسية في العقائد.
وأثناء الجلوس معه في البيت المحاذي للمسجد العتيق بقجال. حيث كان يداوم على حضور صلاة الجمعة فيسرد علينا نصوصا من عقائد السنوسية التي تتناول مسائل الصفات ومتعلقاتها والقضاء والقدر خيره
وشره. وكان يقول لنا: أن خلاصة العقائد كلها في كلمة: أن تعلم أنه لا تأثير لشيء في شيء إلا بإذن الله تعالى.
ولقد لمست من خلال لقاءات وجلسات عديدة حظيت بها مع الشيخ محمد خلفي رحمه الله تعالى أنه كانت له رغبة شديدة في طلب العلم ومواصلة تعليمه. وكيف أنه حاول في حياة أبيه أن يسافر إلى جامعة الزيتونة بتونس لمواصلة الدراسة ولكن موت أبيه المفاجئ اضطره للعودة إلى موطنه ليتحمل مسؤولية العائلة من بعده.

## ذكريات وأحداث
- يقول الشيخ محمد خلفي أنه تربي منذ صغره على حب الفقراء والمساكين والتقرب منهم ومساعدتهم وتقديم العون المادي والمعنوى لهم في السراء والضراء.
ويقول أيضا أنه حفظ عن والده القول المأثور:«إن الناس هم عيال الله وخيرهم أنفعهم لعياله».
ويروي أنه مازال يتذكر أحداث القحط والجفاف التي كانت تضرب الوطن من سنة إلى أخرى فيجوع الناس وتشتد حاجتهم إلى الطعام.فيقبلون على الشيخ الطيب بن حمادوش يأخذون حاجتهم مما تيسر من الدقيق والحبوب لسد الرمق وكسر الجوع.
يقول: كان الشيخ الطيب يأتينا إلى المعَمْرَة (البيت الذي نقرأ فيه القرآن) فيجد والدي الشيخ بوزيد منهمكا في الإملاء والتمحيص وتصحيح الألواح فيسلم عليه ويقول له:«إطعام الطعام إطعام الطعام يا الشيخ بوزيد». فيدرك والدي أن الشيخ الطيب يريد أن يستأذنه ببعض الطلبة لمساعدته في إخراج حبوب القمح من المطمور لتوزيعها على الفقراء والمحتاجين. يقول الشيخ محمد: فكنا نتنافس على من يذهب للقيام بذلك العمل الخيري ويفوز بدعاء المحتاجين بالستر ومغفرة الذنوب.
فيرد والدي التحية للشيخ الطيب قائلا له: واجبنا أن نطعم الطعام ونعلم القرآن. ثم يأذن لبعضنا بمرافقة الشيخ الطيب والقيام بما يأمرنا به.

## الشيخ محمد خلفي والمواسم الدينية
لقد كرس الشيخ محمد حياته للشأن العام أي لخدمة الناس وبخاصة الفقراء والمحتاجين، ويتجلى ذلك أكثر في المواسم والمناسبات والأعياد الدينية. فكان فقراء قجال ورأس الماء، وغيرها من دواوير ومشاتي البلدية تصلهم الإعانات المالية والنفقات في مواسم عاشوراء والمولد وليلة القدر إلى بيوتهم.
وكان من نزاهته أن الصدقة التي لم تكن من ماله الخاص ينسبها إلى أصحابها فيقول هذا من مال فلان بن فلان.وكان الحاضر الكبير في هذه الصدقات صديقه الوفي: عمر الملقب «بعمر الشعير».
أما مساعده في توزيع الصدقات بقجال فكان النواري ذويبي بن القريشي.
وكان الشيخ محمد رحمه الله وصولا للرحم بارا بأحباء والده وأصدقائه؛ ففي ليلة القدر من كل عام كان يحمل نفقة خاصة لجدنا الشيخ عبد الرحمن حمادوش فيزوره ويتناول الإفطار عنده، مصداقا لوصية النبي صلى الله عليه وسلم:"لا تقطع من كان يواصل أباك تطفئ بذلك نوره، فإن وِدَّك وِدُّ أبيك.

## مرحلة الثورة
شارك الشيخ محمد خلفي في ثورة التحرير الكبرى منذ سنواتها الأولى وكان أحد أبرز أعضاء لجنة قجال الثورية التي كانت تقوم بدور التنسيق بين تنظيمات الثورة المختلفة وبين جماهير الشعب من أجل التموين والإمداد والتعبئة والتجنيد وما إلى ذلك من متطلبات الثورة.
وقد استشهد من أعضاء تلك اللجنة رجال عظام وسجن من سجن وتحمل من بقي منهم مسؤولية المحافظة على استمرار الثورة بفعل التواصل مع المواطنين. 
صرح الشيخ محمد خلفي أكثر من مرة أنه بفضل الروح الوطنية والإخلاص للثورة انصهرنا جميعا مجاهدين ومواطنين في وحدة منقطعة النظير من أجل تحقيق أهداف الثورة التي تحققت كاملة يوم تحرر الوطن من استعمار غاشم دام مئة واثنين ثلاثين سنة.
ثم يقول: ورغم أعباء الثورة الكثيرة، والأخطار الجسيمة التي كان يتعرض لها الثوار بجميع تنظيماتهم من طرف العدو، إلا أن ذلك لم ينسنا أبدا رعاية أسر وعائلات وأبناء الشهداء والمجاهدين فكانت الثورة تؤمن لهم ما أمكن من حاجاتهم من الغذاء والكساء والدواء خاصة في الأعياد والمواسم.
وحرصا منا على أمن المواطنين كان يتم اختيار أماكن تواجد أو اجتماع رجال الثورة بعيدا عن عيون العدو. ولست أذيع سرا إذا قلت أن الثورة كانت لها من الكفاءات الرجالية التي لعبت دورا كبيرا في تهريب السلاح من ثكنات العدو إلى المجاهدين ومنعت العدو من تنفيذ خططه التي كانت تهدف إلى تهديم قرى بكاملها خاصة بعد اكتشاف مخابئ للمجاهدين بها.
وفي شأن العلاقات الداخلية بين رجال الثورة بعضهم البعض ومع المواطنين يقول: كنا نعمل دائما على الحد من الخلافات، وعلى تجاوز أحكام التخوين التي لا تستند إلى أي دليل، ويعلم الله كم كان يؤلمني ويحز في نفسي بعض التصرفات الطائشة واللأخلاقية من طرف بعض المجاهدين في حق أعراض الناس.

## مرحلة الاستقلال
أما بعد الاستقلال فتحمل الشيخ محمد خلفي مسؤولية بلدية قجال لفترتين على ما أذكر.
ولئن طوى النسيان محاولات الشيخ محمد خلفي الجادة لإصلاح أوضاع البلدية التي كانت يومئذ تشمل قجال وبن اذياب وأولاد صابر فإن فقراءها الذين كانوا يقطنون«القرابا والأكواخ» لا يمكنهم أن ينسوا أنه بني لهم بيوتا محترمة يأوون إليها.
ومن أجل تمكين المواطنين من سد حاجتهم من الماء. بادر الشيخ محمد خلفي بحفر العديد من الآبار في العديد من القرى والمداشر ومنها البئر التي حفرها في أرض جدنا الشيخ عبد الرحمن بأولاد صابر ومازالت إلى يوم الناس. 
أما عمال البلدية فلعل من بقي منهم على قيد الحياة ما زال يذكر مواقف الشيخ محمد خلفي في الدفاع عن العمال وإعطائهم حقوقهم كاملة من طرف الإدارة.
ولو أدى به ذلك إلى تعريض نفسه للخطر، كما حدث مرة في مواجهة عنيفة بينه وبين مسئول الدائرة الأول. 
وكان للشيخ محمد خلفي دور بارز في التأسيس لمدرسة قجال الحرة سنة 1963. كما تحمل مسؤولية التسيير بنفس المدرسة لسنوات. وكدأبه دائما كان نصيرا لأولاد الفقراء الذين يرغبون في طلب العلم ولكنهم يعجزون عن دفع حقوق التسجيل بالمدرسة. فكم من مرة تدخل لصالح هؤلاء لدى الإدارة وسجلهم مقابل مبالغ مالية بسيطة.
وفي سنوات السبعينيات أشرف على بناء أول مسجد ببلدة رأس الماء الذي حمل اسم " الإمام علي بن أبي طالب رضي الله تعالى عنه. وكان يحرص على مداومة الصلاة به ويؤم المصلين ويقدم لهم دروسا في الفقه، وعينه على صيانة مرافق المسجد ونظافته لا تغفل أبدا.
ولم يكن الشيخ محمد خلفي ليتخلف عن تقديم الدعم المادي والمعنوي للإصلاحات التي تمت بمسجد زاوية قجال سنة 1981. وسعد كثيرا بإحياء صلاة الجمعة بأقدم مسجد في المنطقة كلها.
وهنا لابد أسجل أنه عندما انقدحت في نفسي فكرة إحياء صلاة الجمعة بقجال وتشاورنا فيها مع العديد من الأهل والأصدقاء، كان الشيخ محمد خلفي من بينهم. ومازلت أذكر أني التقيته وقد خرج لتوه من مسجد الإمام عبد الحميد بن باديس بسطيف بعد أدائه لنافلة الضحي، والشيخ محمد معروف بالمواظبة على النوافل. سألته عن رأيه في إقامة الجمعة بمسجد قجال، فقال لي على الفور. هذا إحياء جديد للمكان والعباد، ثم استدرك قائلا: وإن كان الأمر يحتاج إلى تفكير أعمق فيما بعد إقامة الجمعة فقد كان لقجال أدوار كبيرة في التاريخ البعيد والقريب؛ تصوف الشيخ ألأخضري وفقه جدك الشيخ الصديق الذي ورثه الشيخ المختار والأستاذ الشهيد عبد الحميد حمادوش. فمن لهذا الإرث من بعدهم ؟
- وقد برز موقف الشيخ محمد بقوة يوم أقدم أحد المواطنين بمساعدة رئيس البلدية في ذلك الوقت (سنوات الثمانينيات) على الاستيلاء على قطعة الأرض الواقعة قبالة المسجد وهي الساحة الوحيدة التي يطل منها المسجد على الطريق ليستغلها في بناء محطة لغسل السيارات أو شيء من هذا القبيل. 
واجتمع المواطنون لإعلان رفضهم لهذا المشروع وكان على رأسهم الشيخ محمد خلفي؛ وحضر صاحب المشروع بمساندة مسؤول البلدية الأول، ورفض كل اقتراحات نقل المشروع إلى جهة أخرى، وأمام إصرار شيخ البلدية على موقفه المساند لصاحب المشروع، رفع الشيخ محمد وجموع المواطنين الحاضرين أيديهم بالتضرع والدعاء على المشروع وصاحبه ومسانده. وما هي إلا أيام حتى جاء الخبر بعزل رئيس البلدية والحكم على صاحب المشروع بالسجن في قضايا أخرى لم يكن لها أي صلة بالمشروع.(ويمكرون ويمكر الله والله خير الماكرين).

## التزام بالمذهب المالكي
وكان الشيخ محمد رحمه الله شديد الالتزام بالمذهب المالكي لاحظ عليه ذلك كل الذين عاشروه لمدة أو رافقوه في سفر عمل أو عبادة كالحج أو أثناء توزيع الزكاة.
ومما أذكر له في هذا الشأن موقفه الرافض لجمع أموال الزكاة لصالح المساجد أي كانت؛ فبناء على المذهب المالكي الذي يرى أنه لا يجوز صرف الزكاة لبناء المساجد لأنها لا تدخل في الأصناف الثمانية المنصوص عليها في الآية (60) من سورة التوبة. وكنت سألته يومها: ألا تعني«في سبيل الله» كل أعمال البر ومنها بناء المساجد. فقال: «في سبيل الله» لا تعني إلا شيئا واحدا هو صرف أموال الزكاة في الغزو أو الجهاد والمجاهدين في سبيل الله هذا ما نص عليه فقهاء المالكية في مدوناتهم.
فقلت له: إن هذه المسألة طرحت على عهد الشهيد الشيخ عبد الحميد حمادوش عندما بادر بجمع زكاة الحبوب أو ما يسمى بالعشور من أجل تجديد المسجد سنة 1952 من القرن الماضي، فواجهه بعض الشيوخ بعدم جواز صرف أموال الزكاة في بناء المساجد لما في ذلك من تضييع لحق الفقراء والمساكين وروجوا لفتواهم في أوساط الفلاحين.
فرد عليهم الشهيد بأن جمع أعيان المنطقة ووجهاءها وفقهاءها في المسجد ليؤكد لهم أن من العلماء الكبار من أجاز صرف أموال الزكاة في بناء المساجد وغير ها من سبل الخير ومن هؤلاء العلماء صاحب التفسير الكبير الإمام فخر الدين الرازي الذي أورد في تفسيره رأي المفسرين ومالك والشافعي وغيرهم من الأئمة على أن "في سبيل الله " تعني الغزاة في سبيل الله، ورد عليهم بقوله:"واعلم أن ظاهر اللفظ في قوله: " وفي سبيل الله" لا يوجب القصر على الغزاة، فلهذا المعنى نقل القفال في تفسيره عن بعض الفقهاء أنهم أجازوا صرف الصدقات إلى جميع وجوه الخير من تكفين الموتى، وبناء الحصون وعمارة المساجد لأن قوله "وفي سبيل الله" عام في الكل. انتهى كلام فخر الرازي.
ورغم أن الشيخ محمد خلفي لم يغير قناعته الفقهية ولكنه لم يحاول أبدا أن يثنينا عن المسعى الذي كنا بصدده وهو جمع أموال الزكاة لصالح أعادة بناء المسجد آنذاك.

## حديثه عن أستاذه الشيخ المختار بن الشيخ
كان الشيخ محمد خلفي شديد التعلق بأستاذه ومعلمه ومربيه الشيخ المختار بن الشيخ؛ يرى فيه العالم القدوة الذي يترك أثره في مريديه وتلاميذه وفي الناس من خلال السلوك الأخلاقي المنضبط والموقف الصريح وصدق الكلمة والوفاء بالوعد والعهد ومسئولية العمل. كان الشيخ المختار – كما يروي الشيخ محمد خلفي – عالما متمكنا بالغ الحجة إذا أفتى، جريئا لا يخشى في الله لومة لائم، وكان يراسل العلماء ومنهم جمعية العلماء المسلمين في كل القضايا الفقهية التي تطرح، أو يفتي بها المفتون، ويعلن عن رأيه في اللقاءات التي تجمعه بالعلماء أو في الجرائد مثل جريدة النجاح التي راسلها الشيخ في العديد من المرات وكان الشيخ محمد يحفظ هذه الرسائل عن ظاهر قلب وقد سمعت منه إحداها وكانت تتعلق برأي الشيخ المختار في إقامة صلاة الجمعة في المصليات والساحات العامة وهي أماكن لا تتوفر فيها شروط إقامة صلاة الجمعة المبسوطة بالتفصيل في المدونات الفقهية لأئمة المذهب المالكي. 
يواصل الشيخ محمد خلفي حديثه عن أستاذه الشيخ المختار بن الشيخ بقوله: وكان تقيا ورعا كثير الصمت والتأمل. يمشى هونا وعليه وقار عظيم وهيبة تلزم من حوله إظهار الاحترام وتقديم التحية له. وكان يحافظ على الوضوء ولا يركب حصانه حتى يجدد وضوءه ويقول إن في الوضوء حصانة للراكب والمركوب.

## خلاصة ثلاثة أجيال
كان يتمتع بذكاء حاد ودماثة خلق وأدب رفيع، شديد التواضع عفيف اللسان فلم أسمع منه يوما كلمة نابية أو فيها فحش أو إساءة لأحد. وكان رجلا عمليا يؤمن بالعمل والوفاء بالوعد وصلابة الموقف.
إن الشيخ محمد خلفي هو خلاصة عدة أجيال؛ جيل أهل القرآن والفقه من الذين كان لهم الدور الكبير في الحفاظ على الهوية العربية الإسلامية للشعب الجزائري أثناء الفترة الاستعمارية من خلال ما كانت تقوم به الزوايا من التعليم القرآني ونشر الثقافة الفقهية التي كانت ومازالت تمثل الحصن المنيع الذي تحطمت دونه كل محاولات الغزاة الجبابرة والاستعماريين للنيل من أمتنا ومحاولة تحطيمها أو إبادتها أو مسخها.
وهو ثانيا من جيل الثورة الكبرى التي حققت الاستقلال الوطني؛ وهو الجيل الذي لا يمكن الوفاء بحقه إلا من خلال تحقيق الأهداف الكبرى التي ضحى من أجلها الشهداء والمجاهدون وهي الارتفاع بالجزائر إلى مصاف الدول المتقدمة والسير بها قدما نحو قيادة العالم العربي وشمال إفريقيا لتكون القطب الرائد في عالم متعدد الأقطاب كيف تحجم الجزائر عن هذا وهي من هي ؟! وهي أم الشهداء، وأي بلد كان يعد شهداءه بالملايين قبل الجزائر ؟ فكيف يمكن لهذه الجزائر العظيمة أن تنكفئ على ذاتها في زمن صدرت فيه الشعوب والأمم أشتاتا ومن كل القارات تبين عن عبقريتها وإبداعاتها وإنجازاتها في كل مجالات الحضارة والعلم والمعرفة والتكنولوجيا والطب والفضاء والمستقبل.
وهو ثالثا من الجيل الذي حكم البلاد بعد الاستقلال أثناء فترة الستينيات والسبعينيات؛ هذا الجيل الذي نستطيع أن نقول انه لم يوفق كل التوفيق في الشعار الذي رفعه وهو بناء دولة لا تزول بزوال الرجال، فقد كادت الجزائر أن تسقط أثناء عشرية نهاية القرن العشرين لولا أن تداركتها عناية الله أولا ووحدة الشعب الجزائري التي كرستها ثورة التحرير وتماسك مؤسسة الجيش الوطني الشعبي.
كما نستطيع أن نقول أن جيل الشيخ محمد خلفي لم يوفق في شعارات التنمية التي رفعها خاصة في الإصلاح الزراعي وبناء الاقتصاد رغم الجهود الكبيرة والأموال الطائلة التي بذلت في مجالات الدعم الفلاحي والتصنيع التي ذهبت كلها أدراج الرياح ولم يبق منها شيء يذكر.
ولكن ورغم هذا النقد وكل النقد الذي وجه إلى الجيل الذي حكم البلاد في عهد بومدين رحمه الله ومنهم الشيخ محمد خلفي إلا أنه يبقى جيلا صادقا نظيفا اليد حكم البلاد بإخلاص وبقدر ما أوتي من جهد، ولم يتوان في خدمة الشعب ولم يفرق بين طبقاته ولم يسمح لذوي النفوذ المفسدين أن يتلاعبوا بأموال الأمة وثوراتها التي عمل جهده لتكون في خدمة كل الجزائريين في التعليم وفي الاقتصاد وفي الصحة والسكن وفرص العمل.
أين مسئولو اليوم من مسؤولي ذلك الجيل جيل الشيخ محمد خلفي، كان الشيخ محمد خلفي رحمه الله يأنف من ركوب سيارة البلدية حتى في مهمات العمل الرسمية، ويفضل أن يطلب من المواطنين نقله إلى ورشات العمل بسياراتهم الخاصة، بينما مسئولو اليوم لا يكاد أحدهم ينزلمن سيارة البلدية حتى يستقلها من جديد، ويستعملها لقضاء حاجاته أكثر من استعمالها في الشأن العام.
كانت المسئولية عند الشيخ محمد خلفي تكليف وأمانة ثقيلة الحمل بينما هي عند أجيال اليوم مغنم وفرصة للثراء والخروج النهائي من دائرة الفقر والحاجة.

## وفاته
يوم الإثنين (17 / 12 / 2012 ميلادي، الموافق ل 4 / 2 / 1434 هجري).